# Le Vigan (Gard)
Le Vigan is een gemeente in het Franse departement Gard (regio Occitanie) en telt 3.772 inwoners (2019). De plaats maakt deel uit van het arrondissement Le Vigan, waar het de onderprefectuur van is.

## Geschiedenis
In 1053 werd de priorij Saint-Pierre gesticht door graaf Pons van Toulouse. Deze priorij hing af van de benedictijner abdij Saint-Victor (Marseille). Deze priorij had grote domeinen en kreeg in 1190 een hospitaal. Bij de priorij werd een stad gebouwd in een dambordpatroon en omringd met een muur. In de 12e eeuw werd een brug gebouwd over de Arre. De stad breidde zich uit richting deze brug met de wijk Quartier du Pont. Hier vestigden zich ambachtslieden (leerlooiers, wolbewerkers). Op de Arre waren er ook graan- en oliemolens.
In de 16e eeuw ging een groot deel van de bevolking over op het protestantisme. De volgende eeuwen werd de streek geplaagd door conflicten tussen katholieken en protestanten. In 1634 werden op bevel van koning Lodewijk XIII de stadsmuren geslecht en in de plaats kwamen boulevards. In die tijd kwam er in het kader van de contrareformatie ook een kapucijner klooster in de stad. De stad lag aan de koninklijke weg die Aix-en-Provence verbond met Montauban en dit bracht welvaart.
Na de Franse Revolutie werd het kapucijner klooster afgeschaft. In het klooster kwam het gerechtsgebouw en de kloosterkapel werd in 1803 een protestantse kerk.
In de 18e eeuw en 19e eeuw werden er in de streek zijderupsen gekweekt. In de stad kwam er zijde-industrie. Ook was er textielindustrie (bonneterie), die tot bloei kwam na de komst van de spoorweg.

## Geografie
De oppervlakte van Le Vigan bedraagt 17,3 km², de bevolkingsdichtheid is 219,0 inwoners per km².
De oppervlakte van Le Vigan bedroeg op 1 januari 2022 17,24 vierkante kilometer; de bevolkingsdichtheid was toen 219,6 inwoners per km².

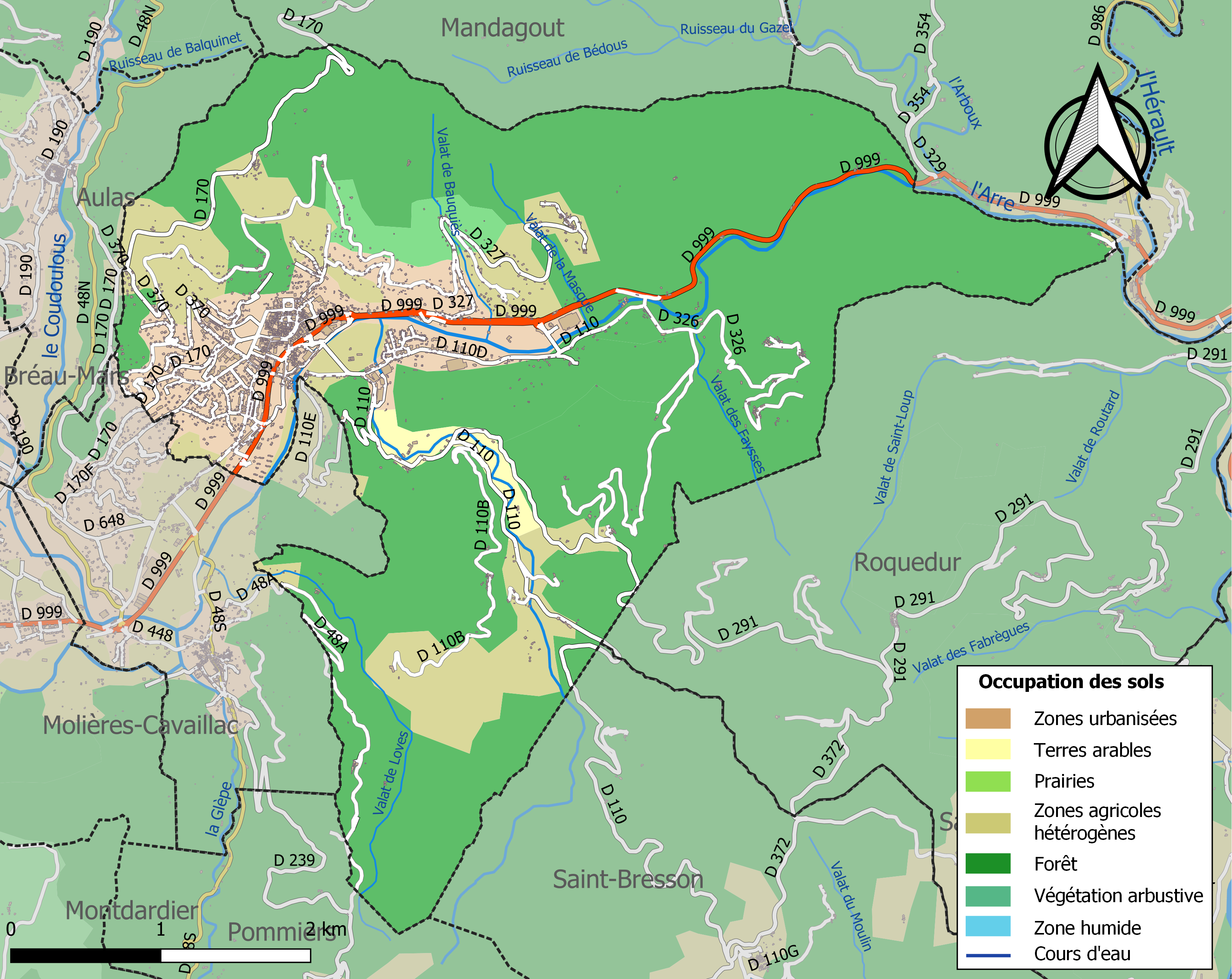
Kaart van de gemeente met belangrijkste infrastructuur, bodemgebruik en omliggende gemeenten

## Demografie
Onderstaande figuur toont het verloop van het inwonertal (bron: INSEE-tellingen).